# British Film Institute
British Film Institute, ofte forkortet og omtalt som BFI er en film- og velgørenhedsorganisation, der promoverer og bevarer filmproduktion og fjernsyn i Storbritannien.
Organisationen blev etableret ved Royal Charter i 1933 for at:
Opmuntre udviklingen af filmkunst, tv og det bevægelige billede i hele Storbritannien til at fremme deres anvendelse som en kilde til samtidigt liv og manerer, for at fremme uddannelse i film, tv og det bevægelige billede generelt og deres indvirkning på samfundet, for at fremme adgang til og værdsættelse af det bredest mulige udvalg af britiske og udenalndske biografer og for at etablere, pleje og udvikle samlinger, der afspejler det bevægende billedes historie og arv i Storbritannien.
Organistationen driver også de to biografer BFI Southbank (tidligere kendt som National Film Theatre (NFT)) og London IMAX, der begge ligger på sydsiden af Themsen i London.